# La Grandeza
La Grandeza là một đô thị thuộc bang Chiapas, México. Năm 2005, dân số của đô thị này là 6723 người.